# Església de Sant Martí Sacalm
L'Església de Sant Martí Sacalm és una obra de Susqueda (Selva) protegida com a bé cultural d'interès local. En el petit nucli que centra actualment el municipi de Susqueda hi destaca l'església parroquial de Sant Martí (835m snm).

## Descripció
És un edifici sobri, d'una nau rectangular, amb porta d'arc rebaixat, ull de bou, frontó triangular i campanar de torre de planta quadrada, amb quatre arcs, a migdia.

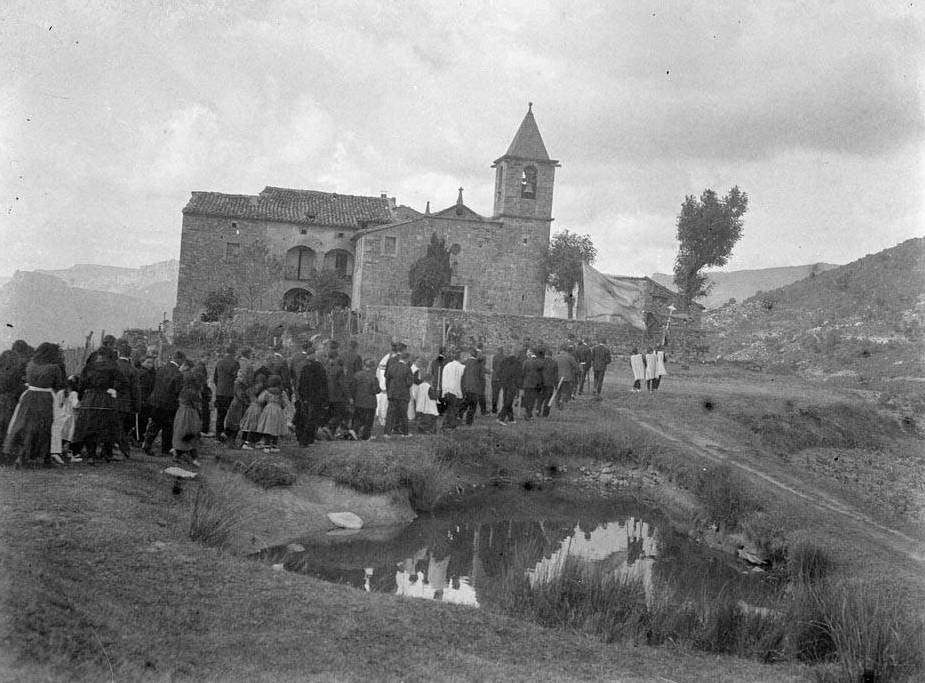
Processó a Sant Martí Sacalm (imatge d'entre 1920 i 1930

 La porta d'entrada, emmarcada de pedra i amb llinda monolítica, destaca per la decoració de pedra en forma de pinacles, la decoració vegetal, una fornícula monolítica en forma de petxina -sense imatge actualment- i les inscripcions JESUS i MARIA i la data de 1786.
En la construcció de la façana de l'església s'aprecien bé dues fases evolutives, ja que es va enlairar la coberta. Per això hi ha dos ulls de bou, un de pedra i l'altre de rajola. A les façanes laterals hi ha tres ulls de bou emmarcats amb rajola com a obertures a la part alta, abans de la teulada.
Al vessant sud de l'església hi ha l'antiga rectoria, actualment habitada, i davant de la porta de l'església hi ha el recinte del cementiri parroquial.

## Història
L'església consta amb el nom de "Cantaluporum" o "Cantalobs" a les llistes medievals de la diòcesi de Vic, a la qual pertany, ja des d'abans del 1150. El seu nom va canviant, així el 1197 se l'anomena "Sancti Martini de Cantalupis" o "Sancti Martini de Calmus" el 1198.

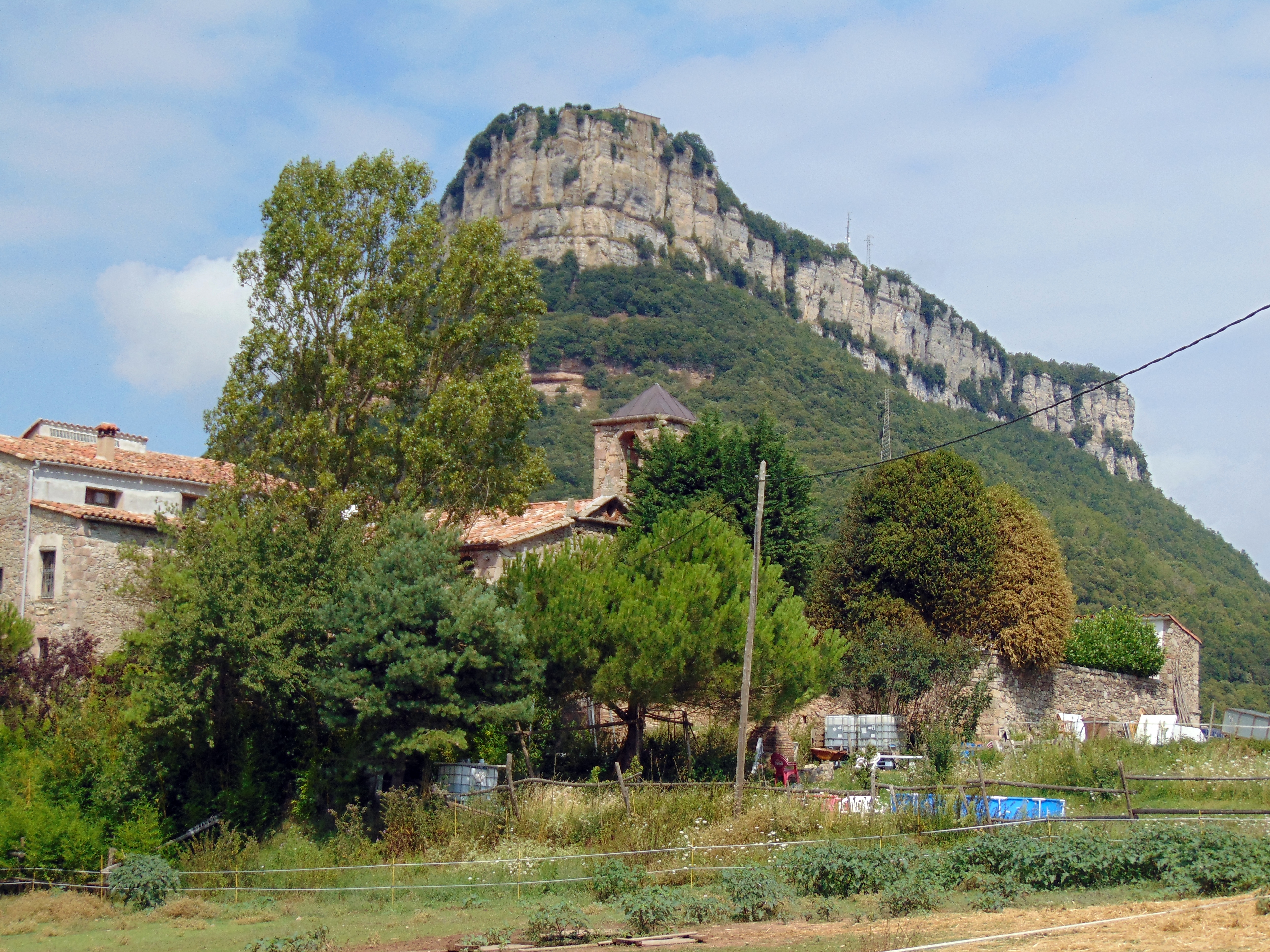
L'església amb el cingle i Santuari d'El Far al darrere

A l'arxiu de la Cúria Fumada de Vic hi ha el testament de Pere Jaume, fill de Berenguer de Sesqueions (del Mas Esqueions prop de la Jaça, a Rupit) de la parròquia de Sant Martí, que testà el 25 d'agost del 1269 amb motiu d'un viatge a Jerusalem i que, entre d'altres, dos sous a l'església de Sant Martí de Cantallops i al seu rector.
El 1332, la cort del papa Joan XXII a Avinyó expedí una butlla amb indulgències anomenada "Les perdonanses de Nostra Dona del Far" (còpia del segle xvi conservada a l'Arxiu Diocesà de Vic) en la que consta que l'església tenia els altars de Sant Martí, Sant Jaume i Santa Fe.
Actualment en te cura el sacerdot del Far i s'hi celebra missa ocasionalment.